# Écozone du Forez
L’écozone du Forez avec en son cœur l’Écopôle du Forez  est une aire protégée, site d’observation et d’étude de la faune et de la flore sauvages en milieu fluvial. Elle est située sur les berges de la Loire entre Montrond-les-Bains et Feurs dans le département de la Loire en région Auvergne-Rhône-Alpes.

## Le site
L’écozone du Forez s’étend le long des rives de la Loire dans la plaine du Forez sur une longueur de 17 km entre Montrond-les-Bains en amont et Feurs en aval et qui s'étend, en 2023, sur une superficie de 760 ha. Ses objectifs écologiques en sont la réhabilitation et la protection des milieux fluviaux ainsi que la restauration et la conservation de la biodiversité. 
C’est à la fois : 
- un site Natura 2000 de la directive Oiseaux[3] ;
- un site Natura 2000  « Milieux alluviaux et aquatiques de la Loire » de la directive Habitats, faune, flore[4] ;
- une Zone naturelle d'Intérêt écologique, floristique et faunistique (ZNIEFF)[5] ;
- une Zone d’importance pour la conservation pour les oiseaux (ZICO)[6] ;
- un Espace naturel sensible (ENS).

Sur l’écozone, on rencontre 3 types d’habitats naturels :
- les milieux aquatiques dans les gourds, les étangs, le fleuve ;
- les milieux amphibies sur les zones humides des berges ;
- les milieux terrestres recouverts de prairies, de forêts alluviales ou de friches herbacées et arbustives.

En son centre, sur la commune de Chambéon, l’Écopôle du Forez est une zone d'accueil organisée du public, réserve ornithologique où 274 espèces d'oiseaux ont été observées, abritant également de nombreuses espèces de mammifères, d’insectes, d’amphibiens, de végétaux... qui a été aménagée pour en permettre l’observation par le grand public. Des sentiers de découverte avec bornes et panneaux informatifs ainsi que divers observatoires sont installés pour que l’on puisse voir les animaux sans les déranger. L’écozone et l’Écopôle sont des espaces mis en valeur et gérés par France Nature Environnement Loire. Une équipe scientifique est basée sur le site de l’Écopôle dans un bâtiment sur pilotis, la Nef, qui comprend un observatoire, un espace muséographique, une boutique et des bureaux.

## Histoire
Jusqu’au milieu du XXe siècle, les granulats déposés par le fleuve ont été exploités localement. Ensuite ces extractions sont devenues industrielles, provoquant un enfoncement du niveau de la Loire et détruisant les milieux naturels. Dans la dernière décennie du XXe siècle, l’exploitation des gravières cesse sur le site de la future écozone. 
À partir de 1987, la FRAPNA (Fédération Rhône-Alpes de protection de la nature) fait l’acquisition de 11 ha de gravières avec l'ambition de reconstituer le milieu naturel. D'autres achats et dons s'y ajouteront progressivement.
En 1993, l’Écopôle avec sa nef d’observation est ouverte au public. D’autres aménagements pédagogiques et touristiques suivront : sentier de découverte et salle pour accueils scolaires et séminaires.
Par arrêté du 23 décembre 2003 est créée la zone de protection spéciale Natura 2000 - Écozone du Forez.
En 2016, à la suite de la réduction des subventions régionales, la FRAPNA envisage de fermer l'Écopôle du Forez au public. Cependant, la structure réussit à surmonter ses difficultés financières aidée notamment  par une subvention exceptionnelle de la ville de Saint-Étienne et continue d'assurer l'ensemble de ses missions. 
Contrainte de fermer ses portes en 2020 suite aux mesures gouvernementales concernant la pandémie de Covid 19, l'écopole ne rouvre, dans un premier temps, que pour des visites guidées de groupes organisés, faute de subventions des collectivités. Toutefois l'équipe scientifique poursuit son activité sur le site. 
À partir de 2021, l'Écopôle du Forez rouvre au public en proposant une nouvelle offre à ses visiteurs. Sur les journées d'ouverture, une découverte de l'Écopôle est proposée systématiquement, ainsi qu'une animation pour les enfants. Chaque visiteur qui se rend sur le site contribue à le sauvegarder et permet d'y maintenir un accueil du public.

## Faune

### Oiseaux
Sur les 52 espèces protégées au titre de l'annexe I de la Directive Oiseaux, 26 sont régulièrement observées sur le site : Sterne pierregarin, Martin-pêcheur d’Europe, Échasse blanche, Milan noir, Pic noir... De nombreuses espèces migratrices y séjournent dont les cigognes blanche et noire ou le Balbuzard pêcheur. En hiver, on note la présence d’effectifs élevés pour la région de canards siffleurs et souchet.

### Le castor et la loutre
Ces espèces avaient disparu des cours d’eau du département de la Loire à la fin du XXe siècle. Réintroduit sur le site en 1994, le castor a colonisé les cours d’eau de la plaine du Forez. Ses traces sont aisément reconnaissables à l’écozone du Forez. La présence de la loutre est à nouveau attestée sur le site de l’Écopôle depuis 2013.

### Les amphibiens
Parmi les 9 espèces protégées, on peut observer :
- le Crapaud calamite
- la Grenouille agile
- la Rainette verte.

## Flore

### Espèces protégées
L’écozone compte plus de 700 plantes parmi lesquelles 17 espèces sont protégées dont 3 au niveau européen ou national :
- la Lindernie couchée[25] (Lindernia procumbens[26])
- la Marsilée à quatre feuilles (Marsilea quadrifolia)
- l’Herbe de Saint Roch (Pulicaria vulgaris)

### Espèces invasives
On dénombre également 26 espèces invasives dont certaines nécessitent des actions pour les éliminer ou en réduire le nombre :
- Robinier faux-acacia
- Érable negundo
- Renouée du Japon
- Berce du Caucase
- Jussie à grandes fleurs